# Jaycob Brugman
Pour les articles homonymes, voir Brugman.
Jaycob Hull Brugman (né le 18 janvier 1992 à Chandler, Arizona, États-Unis) est un joueur de champ extérieur des Braves d'Atlanta de la Ligue majeure de baseball.

## Carrière
Jaycob Brugman est réclamé au 39e tour de sélection du repêchage amateur de 2010 par les Yankees de New York. Il ignore l'offre, rejoint les Cougars de l'université Brigham Young, et signe son premier contrat professionnel avec les Athletics d'Oakland après avoir été réclamé par ceux-ci au 17e tour du repêchage de 2013. 
Il fait ses débuts dans le baseball majeur avec Oakland le 9 juin 2017. Blanchi par les Rays de Tampa Bay en 4 passages au bâton à son premier match, il enchaîne trois matchs de suite avec chaque fois deux coups sûrs contre la même équipe. Son premier coup sûr dans les majeures est réussi aux dépens d'Erasmo Ramírez le 10 juin.